# Alexander Schleicher ASW 17
Dimensions
Le Alexander Schleicher ASW 17 est un planeur monoplace de classe Open construit par le fabricant allemand Alexander Schleicher GmbH & Co vole pour la première fois en 1971. Il a remplacé l' ASW 12 et a été remplacé en 1981 par l' ASW 22 .

## Conception et développement
L'ASW 17 a été conçu par Gerhard Waibel. Il devait être une évolution du Schleicher ASW 12 mais finit comme un planeur entièrement nouveau. L'aile est en quatre parties. Les volets de courbure sont couplés aux ailerons. Il est équipé d'aérofreins Schempp-Hirth et d'un parachute de queue en option. Son premier vol a lieu le 17 juillet 1971 et 55 exemplaires sont construits avant l'arrêt de la production en 1976.
L'ASW17 est remplacé par l' ASW22 .

## Variantes
- En plus de l'ASW 17, il existe un ASW 17S qui est une version de 21 mètres d'envergure construite en 1973  réduite ensuite à 20 m[1].
- L'ASW 17X était également un planeur unique construit en 1976 avec une envergure de 19 mètres[1].
- Un autre planeur a été modifié postérieurement en 23 mètres pour Richard Butler[1].

## Historique en compétition
L'ASW 17s se classe deuxième aux Championnats du monde de vol à voile de 1972 et troisième en 1974. 
George Lee a gagné en 1976 et en 1978 sur un ASW 17. 
Hans-Werner Grosse a battu plusieurs records du monde avec son ASW 17, notamment : le record de distance à but fixé avec 1 231 km en 1974, le record de distance en triangle avec 1 063 km en 1977 porté ensuite à 1 306,9 km. Le record de vitesse sur triangle de 1 250 km à 133,24 km/h en 1980. 
Karl Striedeck a battu un record de distance en aller-retour avec 1 634,7 km en 1977.